# Tápiógyörgye, Pesta
Tápiógyörgye  este un sat în districtul Nagykáta, județul Pesta, Ungaria, având o populație de 3.582 de locuitori (2011). 

## Demografie
Componența etnică a satului Tápiógyörgye
     Maghiari (96,4%)
     Romi (2,16%)
     Necunoscut (0,56%)
     Alții (0,88%)
Componența confesională a satului Tápiógyörgye
     Romano-catolici (50,64%)
     Fără religie (10,11%)
     Reformați (5,86%)
     Necunoscută (31,16%)
     Alte religii (3,1%)
Conform recensământului din 2011, satul Tápiógyörgye avea 3.582 de locuitori. Din punct de vedere etnic, majoritatea locuitorilor (96,4%) erau maghiari, cu o minoritate de romi (2,16%). Apartenența etnică nu este cunoscută în cazul a 0,56% din locuitori.  Din punct de vedere confesional, majoritatea locuitorilor (50,64%) erau romano-catolici, existând și minorități de persoane fără religie (10,11%) și reformați (5,86%). Pentru 31,16% din locuitori nu este cunoscută apartenența confesională.